# Смольникова, Ирина Анатольевна
Ирина Анатольевна Смольникова (21 июля 1980 года, Риддер) — казахская легкоатлетка, специализирующаяся в марафоне и беге на длинные дистанции.
Участница Чемпионата мира по лёгкой атлетике 2015 и Олимпийских игр 2016 (122 место).
Двукратная чемпионка Московского марафона (2013, 2014).
Чемпионка Казахстана в беге на 5000 метров (2016, 2017) и 10 000 метров (2016).